# Caiophora
Caiophora ist eine Pflanzengattung innerhalb der Familie der Blumennesselgewächse (Loasaceae). Die 56 bis 60 Arten sind in Südamerika verbreitet.

## Beschreibung

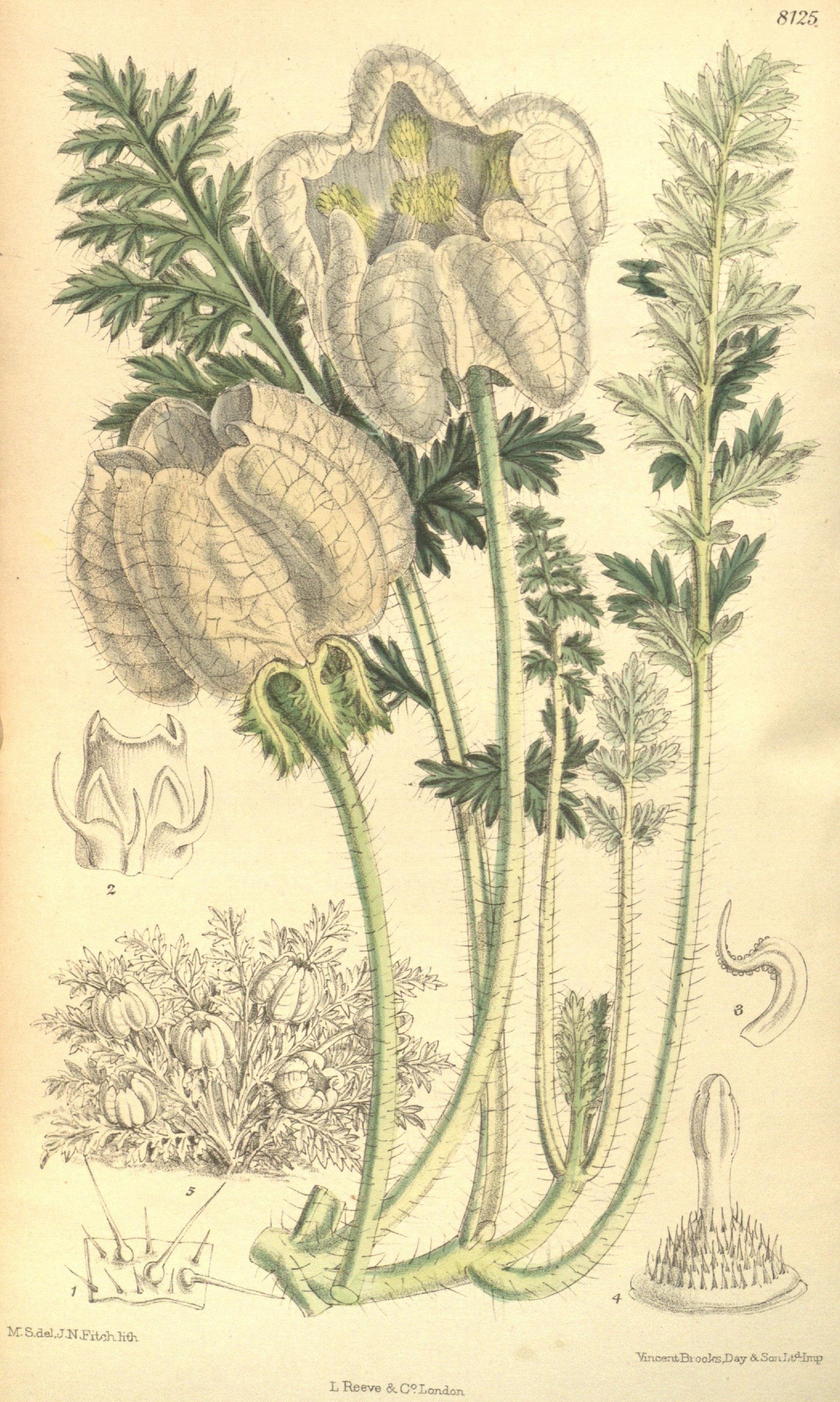
Illustration aus Curtis’s botanical magazine, Band 133, 1907, Tafel 8125 von Caiophora coronata

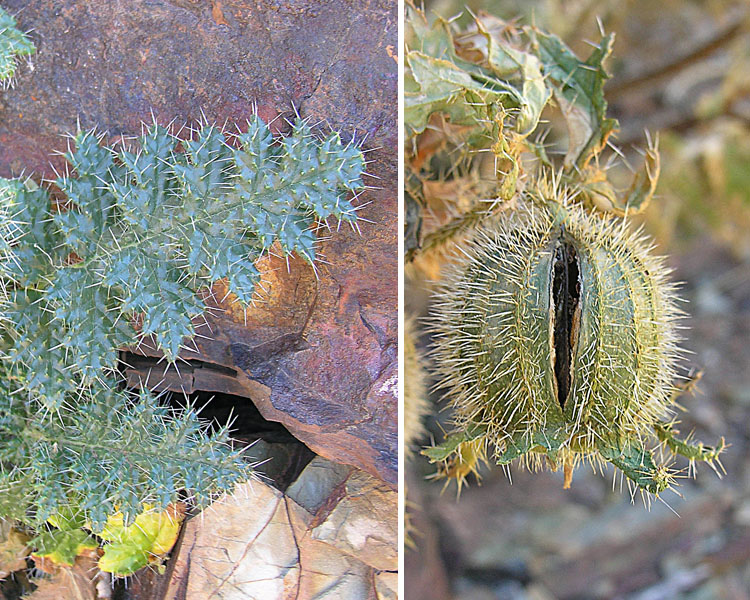
Laubblätter und Kapselfrucht von Caiophora rosulata subsp. taraxacoides

### Vegetative Merkmale
Es handelt sich um selbstständig aufrechte, rosettenförmig wachsende oder kletternde ausdauernde krautige Pflanzen. Die Primärwurzel ist gelegentlich verdickt oder knollig, auch die Nebenwurzeln können Knollen bilden. Die oberirdischen Pflanzenteile sind immer mit Nesselhaaren besetzt.
Die gegenständig angeordneten Laubblätter sind meist in Blattstiel und Blattspreite gegliedert. Die Blattspreiten sind meist eiförmig und fiederspaltig oder fiederteilig, gelegentlich doppelt gefiedert, nur bei Caiophora hibiscifolia sind sie dreiteilig gefiedert.

### Generative Merkmale
Die hängenden Blüten stehen meist in endständigen Blütenständen zusammen, die entweder symmetrische oder äußerst asymmetrische thyrsenähnlich oder Dichasien sind, selten stehen bei Rosettenpflanzen die Blüten einzeln. Unter den Blüten stehen jeweils zwei laubblattähnliche, frondose Vorblätter.
Die zwittrigen Blüten sind radiärsymmetrisch und fünf- bis achtzählig mit doppelter Blütenhülle. Die Kelchblätter sind oft haltbar und noch auf der Frucht erkennbar. Die Kronblätter sind weiß, gelb oder rot. Es sind fünf Gruppen von Staminodien vorhanden. Die äußeren Staminodien sind verwachsen und bilden ein Schuppenblatt (nectar scale), an dessen äußerer Seite drei lange flaggenförmige grüne, weiße, rote oder gelbe Fortsätze stehen, die gelegentlich fehlen. Die inneren Staminodien sind unverwachsen und haben am Ansatz gelegentlich Auswüchse. In fünf Gruppen stehen jeweils 10 bis 15 fertile Staubblätter zusammen.
Der Fruchtknoten ist größtenteils unterständig. Die Plazenta ist y-förmig, Samenanlagen finden sich nur auf der achsenabgewandten Seite.
Die schmal zylindrischen bis fast kugeligen und gelegentlich verdrehten (tordierten) Kapselfrüchte öffnen sich mit drei bis fünf länglichen Schlitzen, selten (Caiophora pulchella, Caiophora nivalis) anhand dreier Klappen am oberen Ende der Frucht. Die Samen sind eckig.
Die Chromosomenzahl beträgt 2n = 14 oder 16.

## Standorte
Die meisten Caiophora-Arten gedeihen in größeren Höhenlagen (oberhalb 3000 Metern) der Anden, nur wenige im südlichen Südamerika gelegene Vorkommen befinden sich in Höhenlagen von nur 800 Metern.

## Systematik und Verbreitung

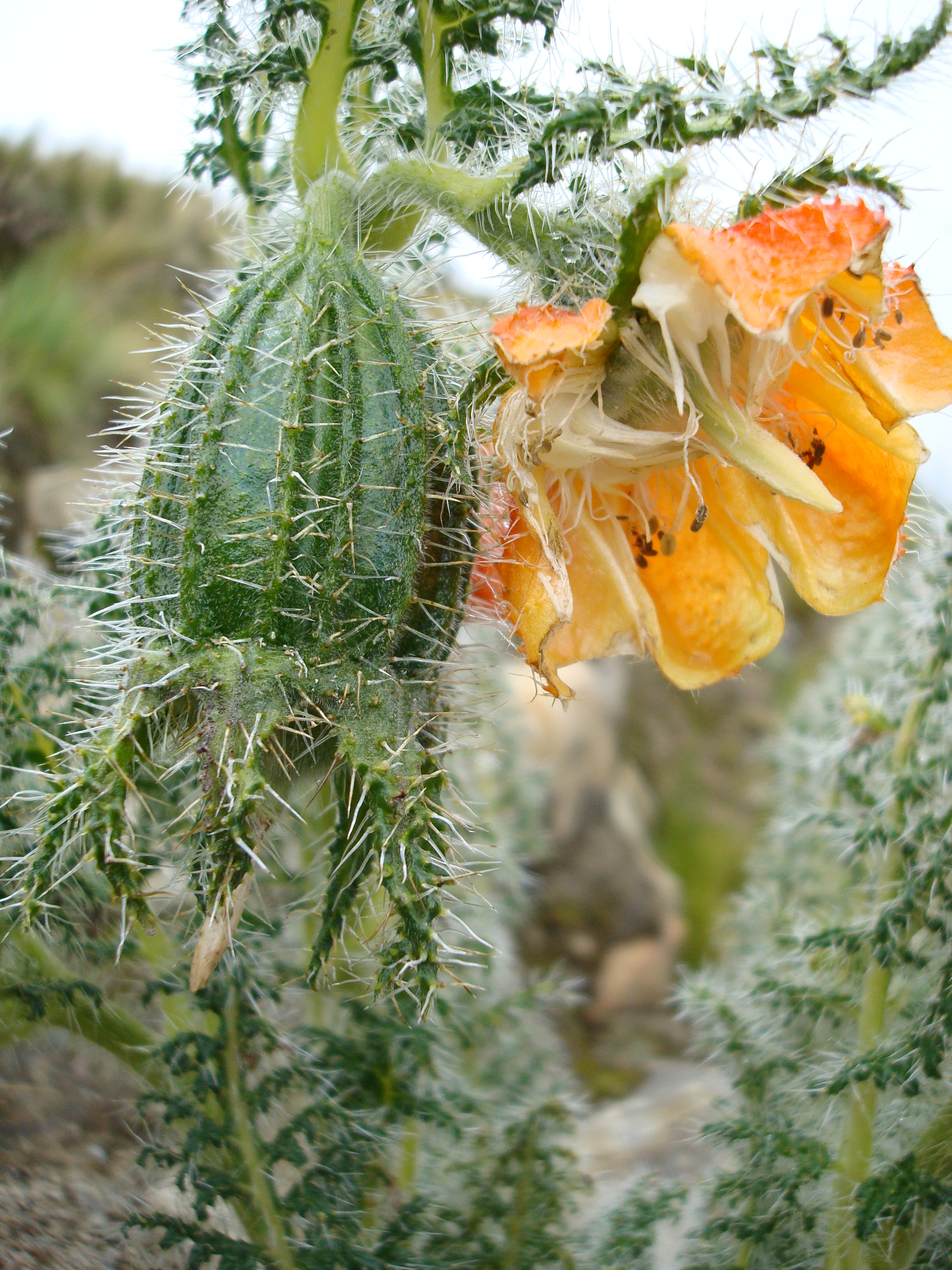
Caiophora andina

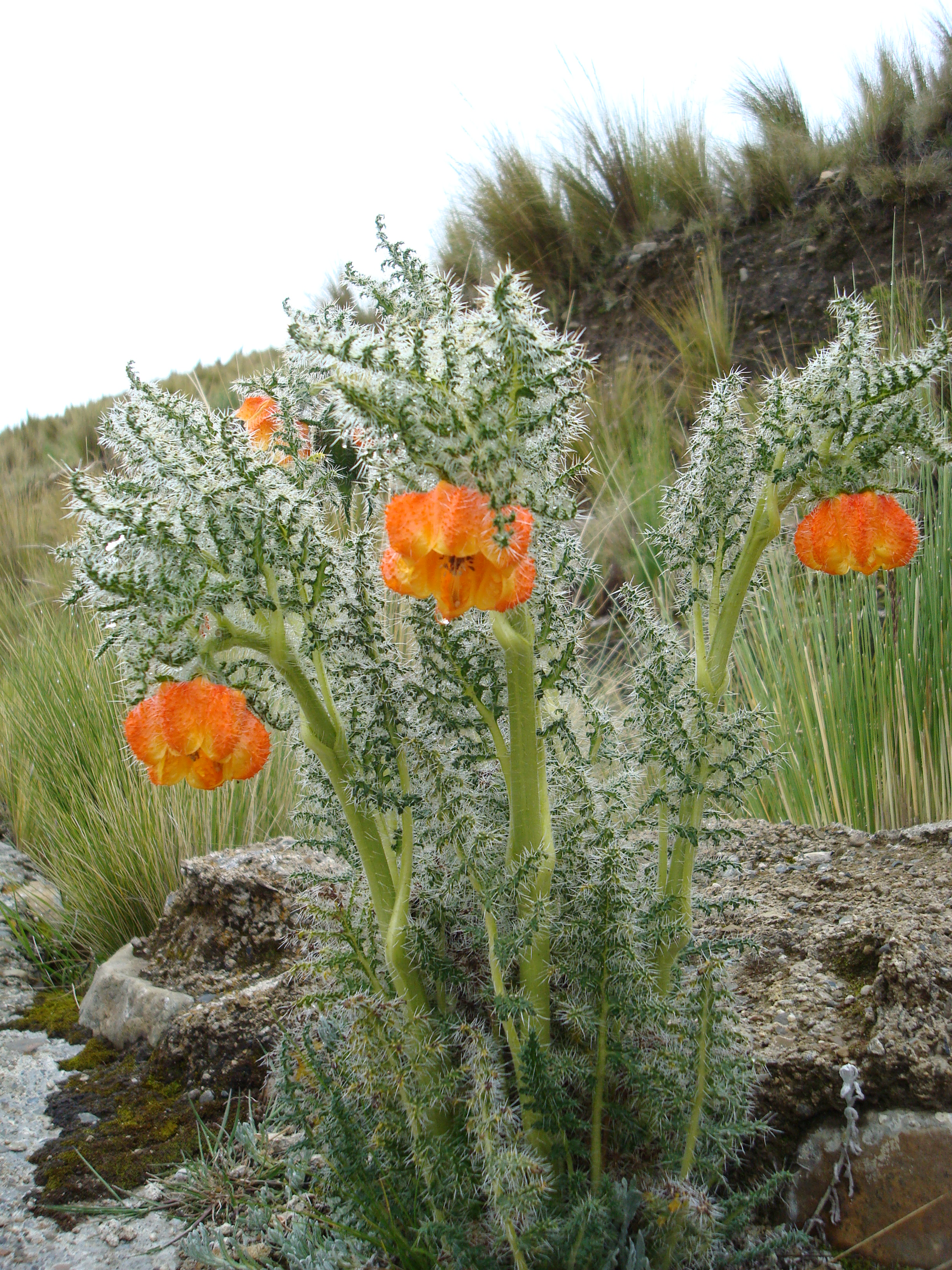
Habitus, Laubblätter und Blüten von Caiophora boliviana

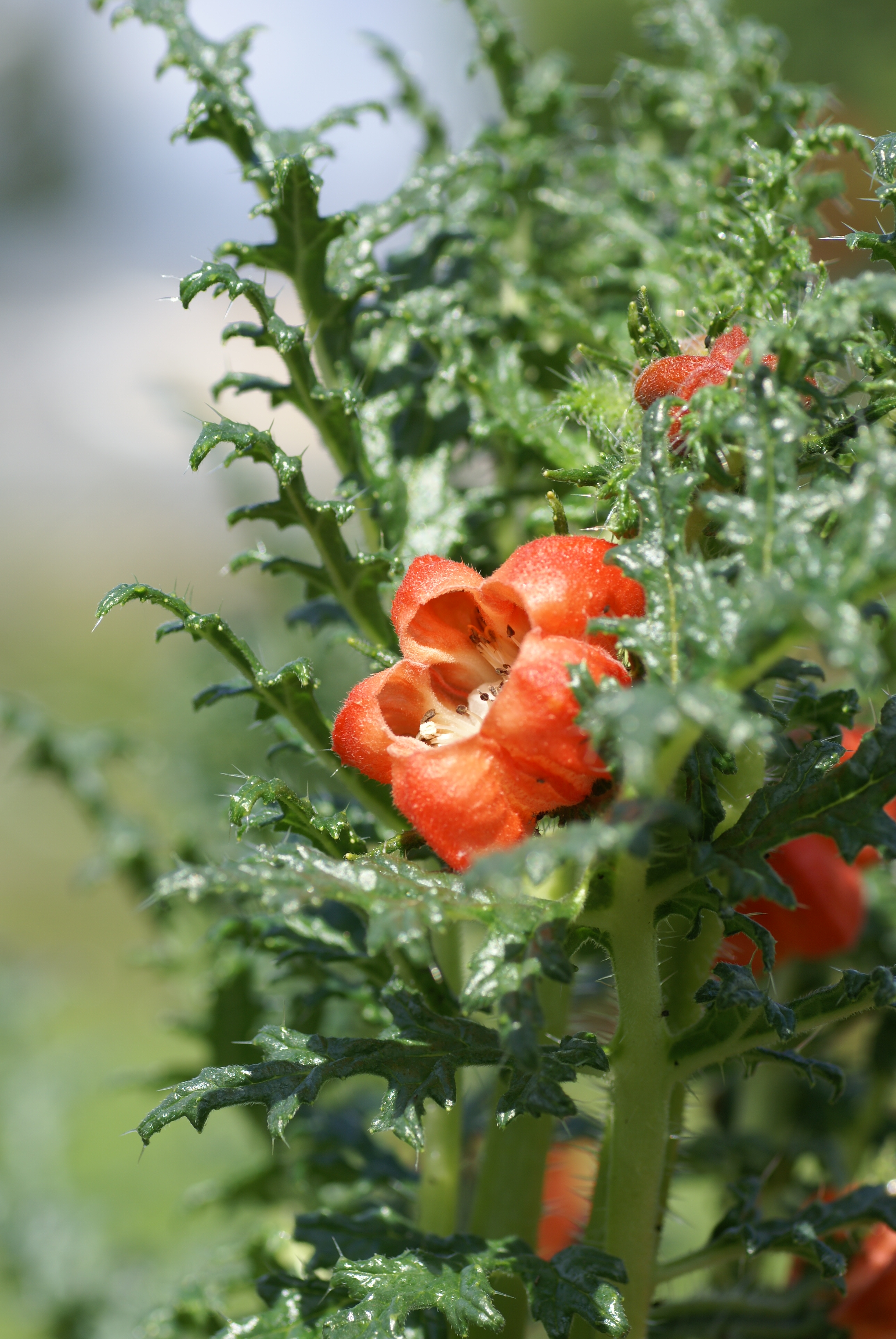
Caiophora chuquitensis

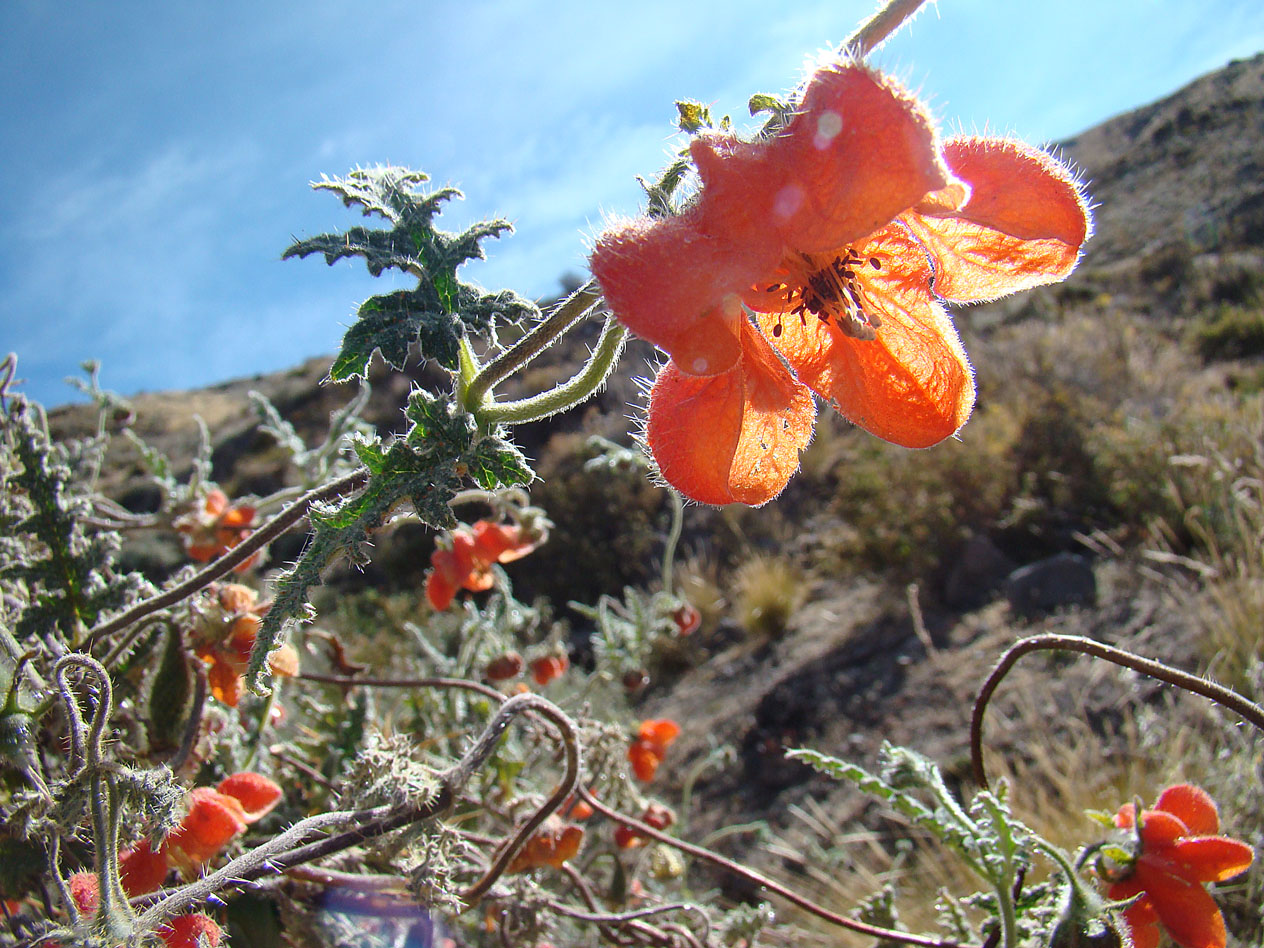
Caiophora cirsiifolia

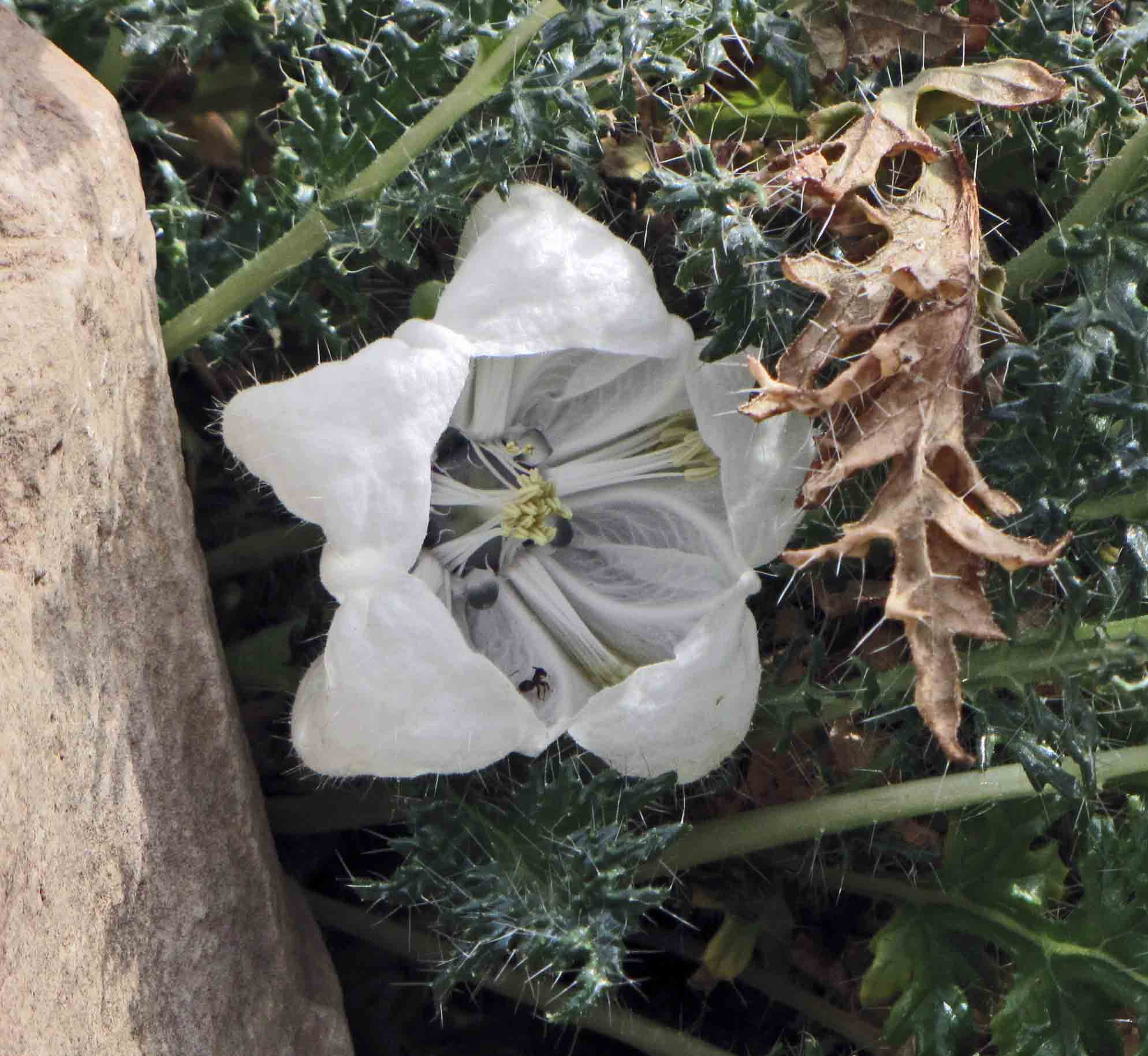
Caiophora coronata

Die Gattung Caiophora wurde 1835 durch Carl Presl Reliquiae Haenkeanae, ..., Band 2, Teil 2, Seite 41, Tafel 56 aufgestellt. Typusart ist Caiophora contorta (Desr. ex Lam.) C.Presl. Synonyme für Caiophora C.Presl sind: Cajophora Endl. orth. var., Gripidea Miers, Illairea Lenné & K.Koch, Raphisanthe Lilja.
Die Gattung Caiophora gehört zur Tribus Loaseae in der Unterfamilie Loasoideae innerhalb der Familie Loasaceae. Die Gattungen Caiophora, Loasa, Scyphanthus und Blumenbachia sind eng verwandt.
Die Gattung Caiophora weist eine große Diversität auf mit sehr variablen Verwandtschaftsgruppen. Sehr häufig in der Gattung Caiophora ist die Bildung von Naturhybriden, selbst zwischen relativ weit entfernt verwandten Caiophora-Arten.
Die Caiophora-Arten sind vom zentralen Chile und Argentinien über Peru, Bolivien bis Ecuador verbreitet. Nur eine Art, Caiophora arechavaletae, kommt in Uruguay und im südlichen Brasilien vor.
Die Gattung Caiophora enthält 56 bis 60 Arten (Auswahl):
- Caiophora aconquijae Sleumer: Sie kommt im südlichen Teil Südamerikas vor.[5]
- Caiophora andina Urb. & Gilg: Peru und nördliches Bolivien.[6][7]
- Caiophora arechavaletae (Urb.) Urb. & Gilg: Sie ist die einzige Art der Gattung Caiophora, die in Uruguay und im südlichen Brasilien vorkommt.[8]
- Caiophora boliviana Urb. & Gilg: Bolivien bis Argentinien.[6][7]
- Caiophora buraeavii Urb. & Gilg: Peru bis Bolivien.[6][9][7]
- Caiophora canarinoides (Lenné & K.Koch) Urb. & Gilg (Syn.: Illairea canarinoides Lenné & C.Koch): Südliches Peru bus Argentinien.[6][7]
- Caiophora carduifolia C.Presl: Zentrales Peru bis nördliches Chile.[6][9]
- Caiophora cernua (Griseb.) Urb. & Gilg ex Kurtz: Sie kommt im südlichen Teil Südamerikas vor.[5]
- Caiophora chuquisacana Urb. & Gilg: Bolivien.[6][7]
- Caiophora chuquitensis (Meyen) Urb. & Gilg (Syn.: Caiophora heptamera (Wedd.) Urb. & Gilg, Caiophora horrida Urb. & Gilg, Caiophora sphaerocarpa Urb. & Gilg, Caiophora superba Phil.[6])[7]: Sie kommt in Chile, Argentinien, Bolivien und Peru in Höhenlagen von 2500 bis 4500 Metern vor.[8]
- Caiophora cirsiifolia C.Presl, Syn.:  Caiophora cinerea Urb. & Gilg}, Caiophora cymbifera Urb. & Gilg, Caiophora pachylepis Urb. & Gilg, Caiophora sepiaria (Ruiz & Pav. ex G.Don) J.F.Macbr.[6][9]: Sie kommt vom nördlichen Peru bis zum nördlichen Chile in Höhenlagen von 2400 bis 3700 Metern vor.[8]
- Caiophora clavata Urb. & Gilg: Sie kommt im südlichen Teil Südamerikas vor.[5]
- Caiophora contorta (Desr. ex Lam.) C.Presl (Syn.: Loasa contorta Desr., Caiophora aequatoriana Urb. & Gilg[6])
- Caiophora coronata (Gillies ex. Arn.) Hook. & Arn.[7]: Sie kommt in Chile, Argentinien und Bolivien in Höhenlagen von 2000 bis 5000 Metern vor.[8]
- Caiophora dederichiorum Mark.Ackermann & Weigend: Sie kommt in Peru vor.[5]
- Caiophora deserticola Weigend & Mark.Ackermann: Sie wurde 2007 erstbeschrieben und kommt in Chile sowie in Peru in Höhenlagen von 2400 bis 3900 Metern vor.[8]
- Caiophora dumetorum Urb. & Gilg: Bolivien bis nordwestliches Argentinien.[6][7]
- Caiophora grandiflora (Ruiz & Pav. ex G.Don) Weigend & Mark.Ackermann: Sie kommt in Peru vor.[5]
- Caiophora hibiscifolia (Griseb.) Urb. & Gilg: Südliches Bolivien bis nordwestliches Argentinien.[6][7]
- Ziegelrote Brennwinde (Caiophora lateritia Klotzsch[7])
- Caiophora macrantha Killip: Peru.[6][9]
- Caiophora madrequisa Killip: Peru.[6][9]
- Caiophora mandoniana Urb. & Gilg: Sie kommt in Peru vor.[5]
- Caiophora mollis (Griseb.) Urb. & Gilg: Bolivien bis nordwestliches Argentinien.[6][7]
- Caiophora nivalis Lillo: Sie kommt im südlichen Teil Südamerikas vor.[5]
- Caiophora pauciseta Killip: Sie kommt in Peru vor.[5]
- Caiophora pedicularifolia Killip: Sie kommt in Bolivien vor.[5]
- Caiophora peduncularis (C.Presl) Weigend & Mark.Ackermann: Sie kommt in Peru vor.[5]
- Caiophora pentlandii (Paxton ex Graham) G.Don ex Loudon: Sie kommt in Peru vor.[5]
- Caiophora pterosperma (Ruiz & Pav. ex G.Don) Urb. & Gilg (Syn.: Caiophora serropetala J.F.Macbr., Caiophora smithii Killip): Zentrales Peru.[6][9]
- Caiophora pulchella Urb. & Gilg: Sie kommt im südlichen Teil Südamerikas vor.[5]
- Caiophora rosulata (Wedd.) Urb. & Gilg[7]: Es gibt seit 2007 zwei Unterarten:[8]
  - Caiophora rosulata subsp. rosulata: Sie kommt in Chile und in Peru in Höhenlagen von 3000 bis 5000 Metern vor.[8]
  - Caiophora rosulata subsp. taraxacoides (Killip) Weigend & Mark. Ackermann (Syn.: Caiophora acanthoides Urb. & Gilg): Sie hat seit 2007 den Rang einer Unterart und kommt in Argentinien, Bolivien sowie Peru vor.[8]
- Caiophora rusbyana Urb. & Gilg: Bolivien.[6][7]
- Caiophora scarlatina Urb. & Gilg: Peru bis Bolivien.[6][7]
- Caiophora stenocarpa Urb. & Gilg: Peru.[6][9]
- Caiophora tenuis Killip: Peru.[6][9]
- Caiophora vargasii Standl. & F.A.Barkley: Peru.[6][5][9]

## Weiterführende Literatur
- Marina Micaela Strelin, José Ignacio Arroyo, Stella Fliesswasser, Markus Ackermann: Diversification of Caiophora (Loasaceae subfam. Loasoideae) during the uplift of the Central Andes. In: Organisms Diversity & Evolution, Volume 17, Issue 1, März 2017, S. 29–41. doi:10.1007/s13127-016-0312-4
- A. C. Slanis, M. C. Perea, A. Grau: Revisión taxonómica del género Caiophora (Loasaceae) para Argentina: C. sleumerii una nueva especie. In: Darwiniana, Nueva Serie 4, Nummer 2, 2016, S. 138–191.